# Viola seleriana
Viola seleriana är en violväxtart som beskrevs av Wilhelm Becker. Viola seleriana ingår i släktet violer, och familjen violväxter. Inga underarter finns listade i Catalogue of Life.